# 梅亨迪甘傑烏帕齊拉
梅亨迪甘傑乌帕齐拉是孟加拉国巴里薩爾縣的一个乌帕齐拉，位於巴里薩爾專區的巴里薩爾縣。。

## 人口
據1991年孟加拉國人口普查，梅亨迪甘傑共有戶數55,127戶，人口292,436人。其中男性佔比51.31%，女性佔比48.69%；成年人口137,615人。該地7歲以上人口之平均識字率為30.7%。